# Shining in the Dark
Ne doit pas être confondu avec Shining in the Darkness.
Shining in the Dark est une anthologie de nouvelles réunies par Hans-Åke Lilja.
L'anthologie réunit 12 nouvelles parues de 1843 à 2017.

## Publications
L'anthologie paraît en 2017 en Bulgarie.
Elle est ensuite publiée en mars 2018 au Royaume-Uni chez Cemetery Dance Publications.
En France, l'anthologie est publiée en octobre 2020 (réédition en février 2022) par ActuSF dans la collection Hélios ( (ISBN 978-2-37686-442-4)).

## Liste des nouvelles
- Stephen King, Le Compresseur bleu (The Blue Air Compressor), 1971, traduction d'Annaïg Houesnard
- P. D. Cacek (en) et Jack Ketchum, Le Réseau (The Net), 2006, traduction d'Éric Holstein
- Stewart O'Nan, Le Roman de l'Holocauste (The Novel of the Holocaust), 2006, traduction d'Éric Holstein
- Bev Vincent (en), Aeliana (Aeliana), 2017, traduction d'Annaïg Houesnard
- Clive Barker, Charabia et Theresa (Pidgin and Theresa), 1993, traduction d'Éric Holstein
- Brian Keene (en), La Fin de toutes choses (An End to All Things), 2017, traduction d'Annaïg Houesnar
- Richard Chizmar, La Danse du cimetière (Cemetery Dance), 1992, traduction d'Annaïg Houesnard
- Kevin Quigley, L'Attraction des Flammes (Drawn to the Flame), 2017, traduction d'Annaïg Houesnard
- Ramsey Campbell, Le Compagnon (The Companion), 1976, traduction de Jean-Daniel Brèque
- Edgar Allan Poe, Le Cœur révélateur (The Tell-Tale Heart), 1843, traduction de Charles Baudelaire
- Brian Freeman, L'Amour d'une mère (A Mother's Love), 2017, traduction d'Annaïg Houesnard
- John Ajvide Lindqvist, Le Manuel du Gardien (The Keeper's Companion), 2017, traduction d'Éric Holstein

## Partie non littéraire
- Hans-Åke Lilja : Introduction.
- Hans-Åke Lilja : Postface.